# کریک ۱۲۸۴۵
سیارک ۱۲۸۴۵ (به انگلیسی: 12845 Crick، نامگذاری:1997JM15) دوازده هزار و هشتصد و چهل و پنجمین سیارک کشف شده‌است که در ۳ مه ۱۹۹۷ کشف شد.
قدر مطلق سیارک برابر ۱۹.۵ است.